# James Boswell

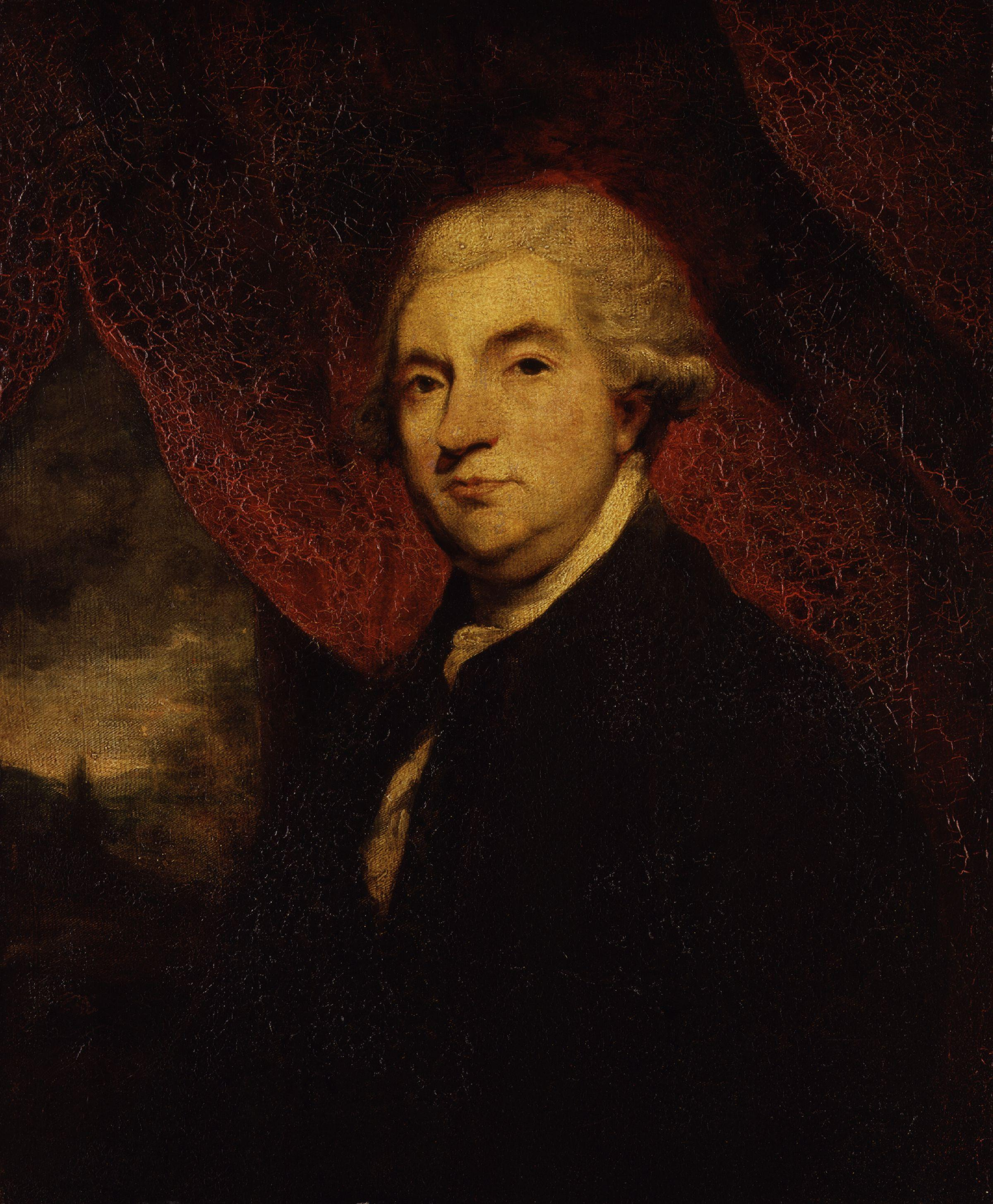
James Boswell, von Joshua Reynolds 1785

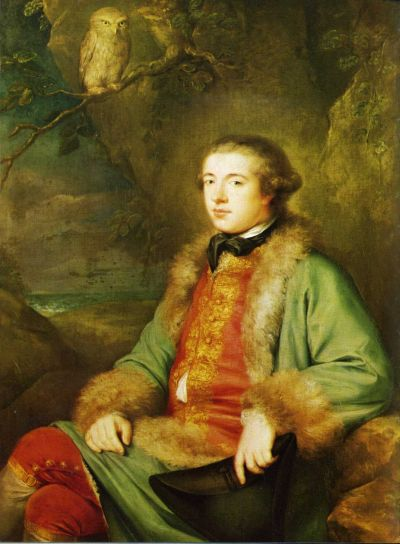
James Boswell von George Willison in Rom 1765, Scottish National Gallery.

James Boswell (* 29. Oktober 1740 in Edinburgh; † 19. Mai 1795 in London) war ein schottischer Schriftsteller, Journalist und Rechtsanwalt. Mit der Biographie seines Freundes Samuel Johnson schuf er eines der bedeutendsten biografischen Werke der englischen Literatur. Daneben ist er als Reiseschriftsteller bekannt.

## Leben

### Herkunft
Boswell, 9. Laird of Auchinleck, war der älteste Sohn des Anwalts und späteren Richters Alexander Boswell, Lord Auchinleck, 8. Laird of Auchinleck (* um 1707; † 1782), eines konservativen Whigs und überzeugten Presbyterianers, und dessen pietistischer Ehefrau. James Boswell erbte später seines Vaters Besitz Auchinleck House nahe Ochiltree in Ayrshire. Ein jüngerer Bruder hieß Thomas David Boswell ein anderer John Boswell (* 1743).

### Studium
Da der Schulbesuch einer Tagesschule ab seinem fünften Lebensjahr mit psychischen Problemen (Ängstlichkeit, Schüchternheit) verbunden war, wurde er von Privatlehrern unterrichtet. Er studierte ab 1753 (in seinem 13. Lebensjahr) an der University of Edinburgh. Als das Fach Metaphysik in den Studiengang Logik eingeführt wurde, belegte er 1756/1757 das Fach. Zu dieser Zeit befiel ihn eine ernsthafte depressive Verstimmung, die er später als hypochondria bezeichnete und unter der er von da an immer wieder litt. 1759 musste er, da sein Vater, der 1755 zu einem der sechs höchsten Richter Schottlands ernannt worden war, die Beziehung des Sohnes zu einer katholischen Schauspielerin unterbinden wollte, seine Studien in Glasgow, einer Stadt ohne Theater, an der University of Glasgow fortsetzen, unter anderem bei Adam Smith.
Eine Phase der Aufsässigkeit gegenüber seinem Vater, in der er im Frühling 1760 mit dem Pferd nach London entfloh und dort mehrere Monate blieb, endete mit der erzwungenen Fortsetzung des Jura-Studiums in Edinburgh. Dort hatte er Affären mit mehreren Frauen, darunter mit dem Dienstmädchen Peggy Doig, mit dem er ein uneheliches Kind zeugte. Ende Juli 1762 legte er seine den ersten Teil seiner juristischen Qualifikation markierende mündliche Prüfung in Zivilrecht ab, und sein Vater erlaubte ihm die Rückkehr nach London für ein Jahr. In Edinburgh begegnete er am 16. Mai 1763 zum ersten Mal Samuel Johnson und freundete sich mit diesem an, obwohl Johnson Vorurteile gegen Schotten hatte. Im Jahr 1762 entstand auch sein erstes London Journal, dessen Manuskript 1930 in Fettercairn House entdeckt wurde.
Im selben Jahr setzte er sein Jura-Studium in Utrecht im Fach Zivilrecht fort bei Christiaan Hendrik Trotz und verliebte sich dort in Isabelle de Charrière.

### Reise in andere Länder Europas
1764 reiste er durch Deutschland und die Schweiz, wobei er im Dezember den Philosophen Jean-Jacques Rousseau und (in Ferney) den Philosophen und Schriftsteller Voltaire besuchte. Nach einer kurzen Phase der Enthaltsamkeit nahm er im September 1764 seinen seit 1760 häufig wechselnden Geschlechtsverkehr, unter anderem mit Prostituierten, wieder auf. Er besuchte auf seiner Grand Tour, auf der er immer wieder an Harnröhrenentzündungen litt, auch andere europäische Länder wie Italien (unter anderem Rom, Venedig, Florenz und Siena), wo er viel Zeit in der Gesellschaft von Lord John Stuart Mountstuart verbrachte, der wie Boswell nicht von einer Infektion mit Gonokokken verschont blieb, und unterwegs in Padua den Arzt Giovanni Battista Morgagni konsultierte. In Siena hatte er eine Affäre mit Girolama Piccolomini, der Ehefrau des dortigen Capitano di Popolo. Ab Oktober 1765 bereiste er Korsika, wo er Pasquale Paoli, den damals bekannten korsischen Patrioten und Kämpfer für Korsikas Unabhängigkeit von Genua, traf. Auch später unterstützte er den Freiheitskampf der Korsen, so 1768 bei der französischen Invasion der Insel. Seine Reisetagebücher wurden später veröffentlicht.

### Rückkehr nach Großbritannien
Im Jahr 1766 kehrte er über Paris, wo er erfuhr, dass Lady Auchinleck, seine Mutter, am 11. Januar gestorben war, nach London zurück (begleitet von Jean-Jacques Rousseaus ehemaliger Lebensgefährtin Marie-Thérèse Levasseur, mit der er wahrscheinlich eine Affäre hatte), studierte dort bis Juli 1766 ein Vierteljahr Schottisches Recht. Er legte in Edinburgh sein letztes Jura-Examen ab, wonach er ein Jahrzehnt in Edinburgh als Anwalt praktizierte. In Edinburgh begann er auch mit dem exzessiven Konsum von Alkohol. Auch 1767 litt Boswell wieder an (venerisch bedingten) Harnleiterentzündungen. Im Frühjahr 1767 zeugte er sein zweites uneheliches Kind (die bereits jung gestorbene Tochter einer Mrs. Dodds, mit der er auch Anfang 1768 noch sexuelle Beziehungen hatte).

### Literarischer Erfolg
In dieser Zeit besuchte er regelmäßig London, unter anderem, um dort am literarischen Leben im Kreis um Samuel Johnson teilzunehmen. In Edinburgh war er mit David Hume befreundet. Mit seinem Buch über Korsika 1768 und später der Reise zu den Hebriden hatte er selbst ebenfalls literarischen Erfolg. 1782 trat er nach dem Tod des Vaters dessen Erbe an und wurde 9. Laird of Auchinleck. Nach dem Tod von Samuel Johnson im Dezember 1784 zog er 1786 nach London, hatte dort aber als Anwalt wenig Erfolg. Auch eine politische Karriere scheiterte, da er keine ausreichende Unterstützung für eine Kandidatur im Unterhaus fand. Er wandte sich wieder der Schriftstellerei zu und hatte Erfolg mit seiner Biographie von Samuel Johnson (1791). Durch seine Biographie Johnsons wurde Boswell im englischen Sprachraum ähnlich berühmt wie Eckermann im deutschen für seine Unterredungen mit Goethe.

### Ehe, Familie, Krankheit und Tod
Nachdem er sich zwischen Mai und Oktober 1769 mit ihm befreundete Ärzte zur Therapie und Prophylaxe seiner Geschlechtskrankheiten und deren Folgen beraten und behandeln hat lassen (unter anderem durch John Gregory und John James Pringle), heiratete er am 25. November 1769 die Nichte seines Vaters, seine Kusine ersten Grades Margaret Montgomerie von Lainshaw, die ab 1777 Symptome von Lungentuberkulose zeigte, ab 1786 mit Boswell in einem heruntergekommenen Haus in der Londoner Great Queen Street wohnte, aber gesundheitlich stark beeinträchtigt nach Auchinleck zurückkehrte, wo sie 1789 starb. Mit seiner ihm treuen Frau hatte er vier Söhne und drei Töchter. James Boswell hatte seit 1760 zahlreiche Affären und mindestens zwei außereheliche Kinder (geboren etwa 1761 und 1767), zudem auch nach 1769 häufig Beziehungen zu und Geschlechtsverkehr mit Prostituierten.
Er wurde von Zeitgenossen als gutherzig, humorvoll und sympathisch beschrieben, war aber zunehmend der Spielsucht und dem Alkohol verfallen (was zusammen mit möglicherweise mehreren Geschlechtskrankheiten, darunter bereits zwischen 1760 und 1793 häufig schmerzhafte Harnröhrenentzündungen und -verengungen (Strikturen), zum Teil auch Prostataentzündung, bei ihm hervorrufende Gonorrhoen, in den letzten Jahren seines Lebens seine Gesundheit ruinierte) und Opfer von Stimmungsschwankungen. Im Jahr 1786 war er für mehrere Wochen deprimiert, nachdem er am 20. April die Publikation A Treatise on the Venereal Disease von John Hunter gelesen hat. Im Laufe seines Lebens hatte er häufiger depressive Episoden unterschiedlichen Ausmaßes. Im Jahr 1795 erkrankte er zusätzlich zu bestehenden Beschwerden unter anderem an schweren Entzündungen der Harnblase mit Vereiterung von Harnleiter und Niere und einer Nierenbeckenentzündung. Zu dieser Zeit stand er in Briefkontakt mit seinem Sohn James und mit seinem jüngeren Bruder Thomas David Boswell. Seit der ersten Maiwoche 1795 kam es, wahrscheinlich infolge von Nierenversagen mit lebensbedrohlicher Urämie, häufiger zu Übelkeit und Erbrechen und Boswell wurde schnell schwächer. Am 19. Mai um 2 Uhr morgens starb James Boswell.
Der dritte Sohn Boswells, James Boswell jr. (1778–1822), war 1821 Herausgeber der sogenannten „Third Variorum“ der Werke Shakespeares.

## Zitate
„Man verachte nicht den Schriftsteller, der ein so scharfes Auge für die amüsante Begebenheit hatte, der geistreiche Formulierungen schätzte und das seltene Talent besaß, die Atmosphäre einer Szene und die Lebendigkeit einer Unterhaltung wiederzugeben.“

„Homer ist nicht gesicherter der Erste unter den heroischen Dichtern, Shakespeare nicht der Erste unter den Dramatikern, Demosthenes der Erste unter den Rednern, als Boswell der Erste unter den Biographen ist.“

## Werke

Account of Corsica, 1768

### Schriften
- 1768: An Account of Corsica, The Journal of a Tour to that Island; And Memoirs of Pascal Paoli. Illustrated with a New and Accurate Map of Corsica. The Second Edition. London: Edward and Charles Dilly (Google)
  - Deutsche Ausgabe 1769: Jacob Boswells, Esq., historisch-geographische Beschreibung von Corsica nebst vielen wichtigen Nachrichten und Anecdoten vom Pascal Paoli dem General der Corsen. Aus dem Englischen nach der zweyten Ausgabe übersetzt und mit einer neuen und vollständigen Landcharte von Corsica erläutert. Verbesserte Ausgabe. Leipzig: Caspar Fritsch (Google)
  - Aktuelle deutsche Ausgabe: Beschreibung von Corsica. hohesufer.com, Hannover 2010, ISBN 978-3-941513-13-6. Diese Neuausgabe bietet eine vollständige, buchstabengetreue Wiedergabe der ersten deutschen Übersetzung (1768/69).
- 1785: The Journal of a Tour to the Hebrides, with Samuel Johnson, LL.D. Containing Some Poetical Pieces by Dr. Johnson, relative to the Tour, and never before published; A Series of this Conversation, Literary Anecdotes, and Opinions of Men and Books: with an Authentick Account of the Distresses and Escape of the Grandson of King James II. in the Year 1746. London: Henry Baldwin (Google)
  - Deutsche Ausgabe 1787: Tagebuch einer Reise nach den Hebridischen Inseln mit Doctor Samuel Johnson. Nach der zweyten Ausgabe aus dem Englischen übersetzt. Lübeck: Christian Gottfried Donatius (Google)
- 1791: The Life of Samuel Johnson, LL.D. Comprehending an Account of his Studies and Numerous Works, in Chronological Order; a Series of his Epistolary Correspondence and Conversation with Many Eminent Persons; and Various Original Pieces of his Composition Never Before Published (…). 2 Bände. London: Henry Baldwin / Charles Dilly (Google: Band I – Band II)
  - Aktuelle deutsche Ausgabe: Dr. Samuel Johnson. Leben und Meinungen. Diogenes Verlag, Zürich 2002, ISBN 3-257-20786-7.
- 1818 (posthum): The Table Talk of Samuel Johnson, LL.D. Comprising his Most Interesting Remarks and Observations. Collected by James Boswell, Esq. 2 Bände.J. Coxhead, London (Google: Band I – Band II) [zusammengestellt aus früheren Schriften, v. a. Journal of a Tour to the Hebrides]

### Nachgelassene Werke, Tagebücher und Briefe
- Letters of James Boswell, Addressed to the Rev. W.J. Temple. Now First Published from the Original Mss. With an Introduction and Notes. Richard Bentley, Londond 1857 (Google).

Seine in den 1920er Jahren in einem Schloss bei Dublin entdeckten Tagebücher und Aufzeichnungen kamen über den Sammler Ralph H. Isham an die Yale University und wurden in dreizehn Bänden 1950 bis 1989 (beginnend mit dem London Journal 1762/63) von der Yale University veröffentlicht (Herausgeber Frederick Pottle, Frank Brady). Die Tagebücher gehen von Anfang der 1760er Jahre bis kurz vor seinem Tod. Auch der Briefwechsel wurde veröffentlicht. Seit den 1990er Jahren erscheint eine Neuausgabe bei der University Press Edinburgh.
- Boswell’s London Journal 1762–1763. Hrsg. von Frederick A. Pottle. McGraw-Hill, New York 1950; 2. Auflage.[15] Mit einem Vorwort von Peter Ackroyd. UP, Edinburgh 2004
- The Journals of James Boswell, 1762–1795, selected and introduced by John Wain. Yale UP, New Haven 1991
- Geoffrey Scott, Frederick A. Pottle (Hrsg.): Private Papers of James Boswell from Malahide Castle in the Collection of Lt.-Colonel Ralph Heyward Isham. 18 Bände. Privatdruck, New York 1928–1934 und Indexband 1937.
- Boswell on the Grand Tour. Germany and Switzerland 1764. Hrsg. von Frederick A. Pottle. McGraw-Hill, New York – Toronto 1953 (Textarchiv – Internet Archive)
  - Deutsche Ausgabe: Boswells Große Reise. Deutschland und die Schweiz 1764. Diana Verlag, Stuttgart – Konstanz 1955
  - Neuausgabe: James Boswell: The Journal of His German and Swiss Travels, 1764. Hrsg. von Marlies Danziger. UP, Edinburgh 2008 (= The Yale Editions of the Private Papers of James Boswell – Research Edition. Journal: Volume 1)
- Boswell’s Journal of a Tour to the Hebrides with Samual Johnson, LL.D., 1773. Hrsg. von Frederick A. Pottle und C. H. Bennet. McGraw-Hill, New York 1961.
- Charles Ryskamp, Frederick A. Pottle (Hrsg.): Boswell: The Ominous Years, 1774–1776. McGraw-Hill, New York 1963.
- The Correspondence and Other Papers of James Boswell Relating to the Making of the Life of Johnson. Hrsg. von Marshall Waingrow. UP, Edinburgh 2001 (= The Yale Editions of the Private Papers of James Boswell – Research Edition. Correspondence: Volume 2)
- The Correspondence of James Boswell with James Bruce and Andrew Gibb, Overseers of the Auchinleck Estate. Hrsg. von Nellie Pottle Hankins und John Strawhorn. UP, Edinburgh 1998 (= The Yale Editions of the Private Papers of James Boswell – Research Edition. Correspondence: Volume 8)
- The General Correspondence of James Boswell, 1757–1763. Hrsg. von David Hankins und James J. Caudle. UP, Edinburgh 2006 (= The Yale Editions of the Private Papers of James Boswell – Research Edition. Correspondence: Volume 9)
- The General Correspondence of James Boswell, 1766–1769. Band 1: 1766–1767. Hrsg. von Richard C. Cole. UP, Edinburgh 1993 (= The Yale Editions of the Private Papers of James Boswell)
- The General Correspondence of James Boswell, 1766–1769. Band 2: 1768–1769. Hrsg. von Richard C. Cole. UP, Edinburgh 1997 (= The Yale Editions of the Private Papers of James Boswell)

Boswell schrieb (als Miteigentümer) auch eine monatliche Kolumne im The London Magazine von 1777 bis 1783 mit insgesamt 70 Essays unter dem Pseudonym The Hypochondriack, veröffentlicht durch Margery Bailey 1928 und 1951 (Boswell’s Column, William Kimber, London).